# خوان وليامز
خوان وليامز (بالإنجليزية: Juan Williams)‏ هو صحفي أمريكي، ولد في 10 أبريل 1954 في كولون (بنما) في بنما.

## وصلات خارجية
- خوان وليامز على موقع IMDb (الإنجليزية)
- خوان وليامز على موقع إن إن دي بي (الإنجليزية)
- خوان وليامز على موقع قاعدة بيانات الفيلم (الإنجليزية)